# Palác Adria
Palác Adria je architektonická památka postavená v rondokubistickém slohu v roce 1924. Nachází se v městské části Praha 1 na nároží Jungmannova náměstí a Národní třídy (Národní 36/40, Jungmannova 36/31) na Novém Městě.

## Historie
Palác pochází z let 1922–1925 a byl postaven ve stylu rondokubismu italskou pojišťovnou Riunione Adriatica di Sicurtà podle návrhu arch. Josefa Zasche ve spolupráci s architektem Pavlem Janákem. Palácem prochází z Jungmannovy ulice na Národní třídu pasáž Adria. Na sochařské výzdobě paláce se podíleli Otto Gutfreund, Jan Štursa, František Anýž, Karel Dvořák, Bohumil Kafka a Adolf Mayerl, který ztvárnil deset tančících postav mezi okny prvního patra.

## Přestavba v letech 1958–1959
Úpravu objektu pro divadelní provoz provedli architekti František Cubr, Josef Hrubý a Zdeněk Pokorný.

## Bio Adria (Kino Moskva, Divadlo bez zábradlí)
Bio Adria zahájilo svůj provoz ve velkém sále v podzemí Paláce Adria 18. března 1925 promítáním amerického němého filmu Zvoník od matky Boží. Při slavnostním zahájení za účasti ministra obchodu byly na pozvánkách předepsány večerní úbory. Kapacita sálu byla 999 diváků. Od listopadu 1927 se zde po několik týdnů promítaly poprvé v ČSR zvukové filmy systému Phonofilm. Jednalo se o patent Američana Lee de Foresta, při kterém byl zvuk nahráván synchronně nahráván přímo na filmový pás. Na programu byly krátké několikaminutové zvukové filmy. Kvalita zvuku však byla z technických důvodů velmi nedokonalá, čehož si povšiml i dobový tisk, když za nejvděčnější téma promítaných filmů označil zvuky zvířat, které neobsahují jemnou modulaci lidského hlasu.
Skutečného zvukového filmu se kino Adria dočkalo premiérou filmu C. a k. polní maršálek v říjnu 1930.
Provozovatel kina Adria Osvald Kosek stačil po Mnichovské dohodě počeštit název kina z Adria na Adrie; kvůli svému židovskému původu uprchnul do USA, kde zemřel v roce 1961. Jako neárijský podnik získalo kino do 17. července 1939 důvěrnika (Treuhändera), kolaboranta Bohumila Smolu (manžela režisérky Zet Molas). Po čase přešlo kino do německých rukou. Po válce bylo kino bez náhrady jako německý podnik zkonfiskováno.
Od června 1945 bylo kino přejmenováno na Moskva; tento název neslo do roku 1958. Po úspěchu Laterny magiky, propojující film s divadlem, na Expu 58 v Bruselu byl sál přebudován pro její potřeby; provoz zde zahájil 9. května 1959 bruselským představením. V období 23. listopadu 1965 až 30. června 1972 byl sál též sídlem Divadla za branou Otomara Krejči. Po ukončení jeho působení v tomto sále zde nadále vystupovala Laterna magika, a to až do 1. listopadu 1990. Tehdy přešla do Nové scény Národního divadla a Krejčův soubor se sem navrátil pod názvem Divadlo za branou II.. Do dubna 1996 zde též hostovalo Černé divadlo Jiřího Srnce.
Sál byl poté rekonstruován a upraven pro 308 diváků. Od února 1998 je domovskou scénou Divadla Bez zábradlí, vedeného Karlem Heřmánkem.

## Sídlo institucí
- kavárna Reunione
- prodejny s textilním zbožím; od 1924 Josef Barhoň
- Československý filmový ústav (1946–90), Český filmový ústav (1990–92)
- Filmový klub zde sídlil od roku 1957
- Ústav lékařské kosmetiky (1959–96)
- Laterna magika v upraveném kinosálu sídlo někdejší experimentální divadelní scény Národního divadla
- Divadlo za branou (1965–72), Divadlo za branou II (1990–94) Otomara Krejči
- Občanské fórum zde mělo v roce 1989 hlavní štáb
- Divadlo Bez zábradlí – od roku 1998 se zde nachází domovská scéna divadla Karla Heřmánka

## Okolní budovy
- palác ARA, 28. října 371/1
- Nový palác pojišťovny Riunione Adriatica, také palác Adria II, Jungmannova 750/34, Jungmannovo náměstí 19a, 1929–1930, architekt Fritz Lehmann
- Rakouské kulturní fórum v Praze, Jungmannovo náměstí 753/18

## Galerie

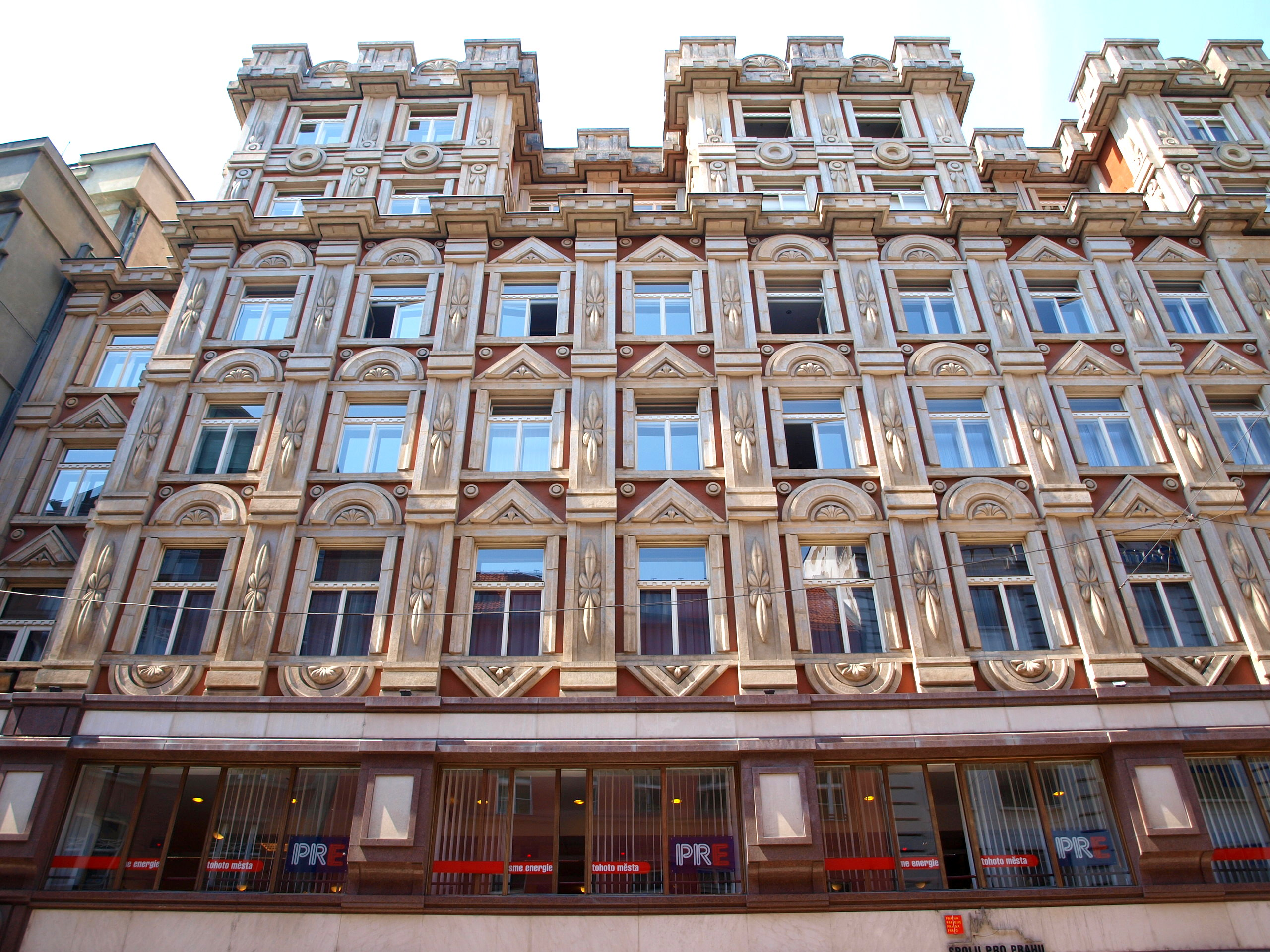
Palác Adria
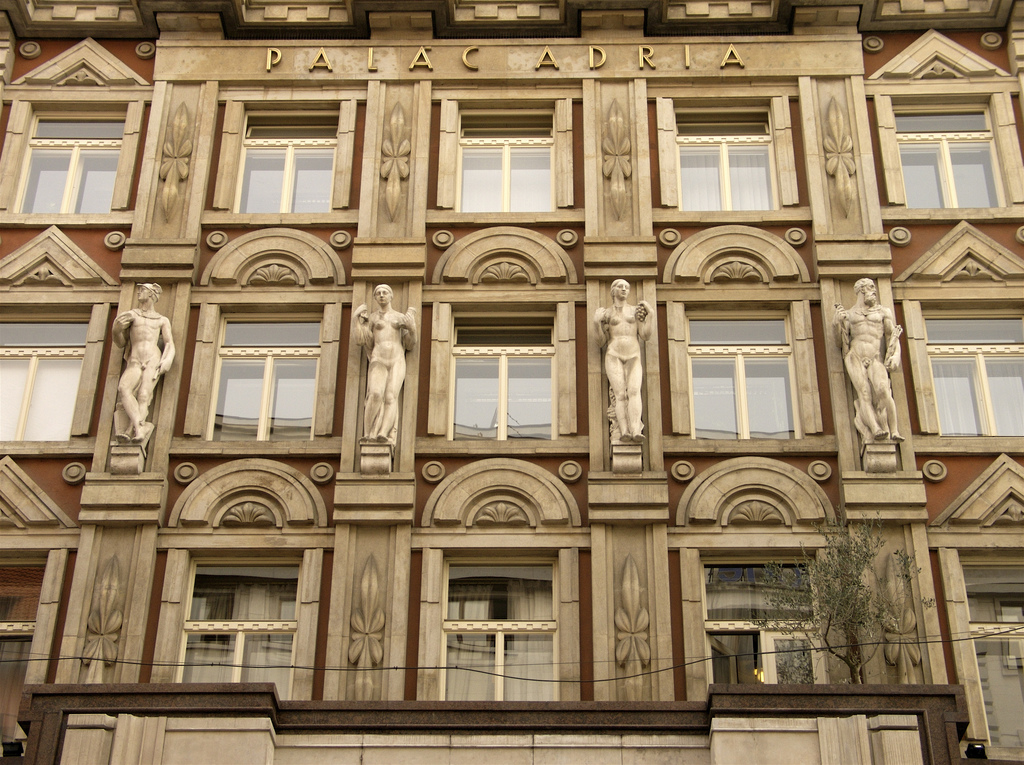
Palác Adria, detail
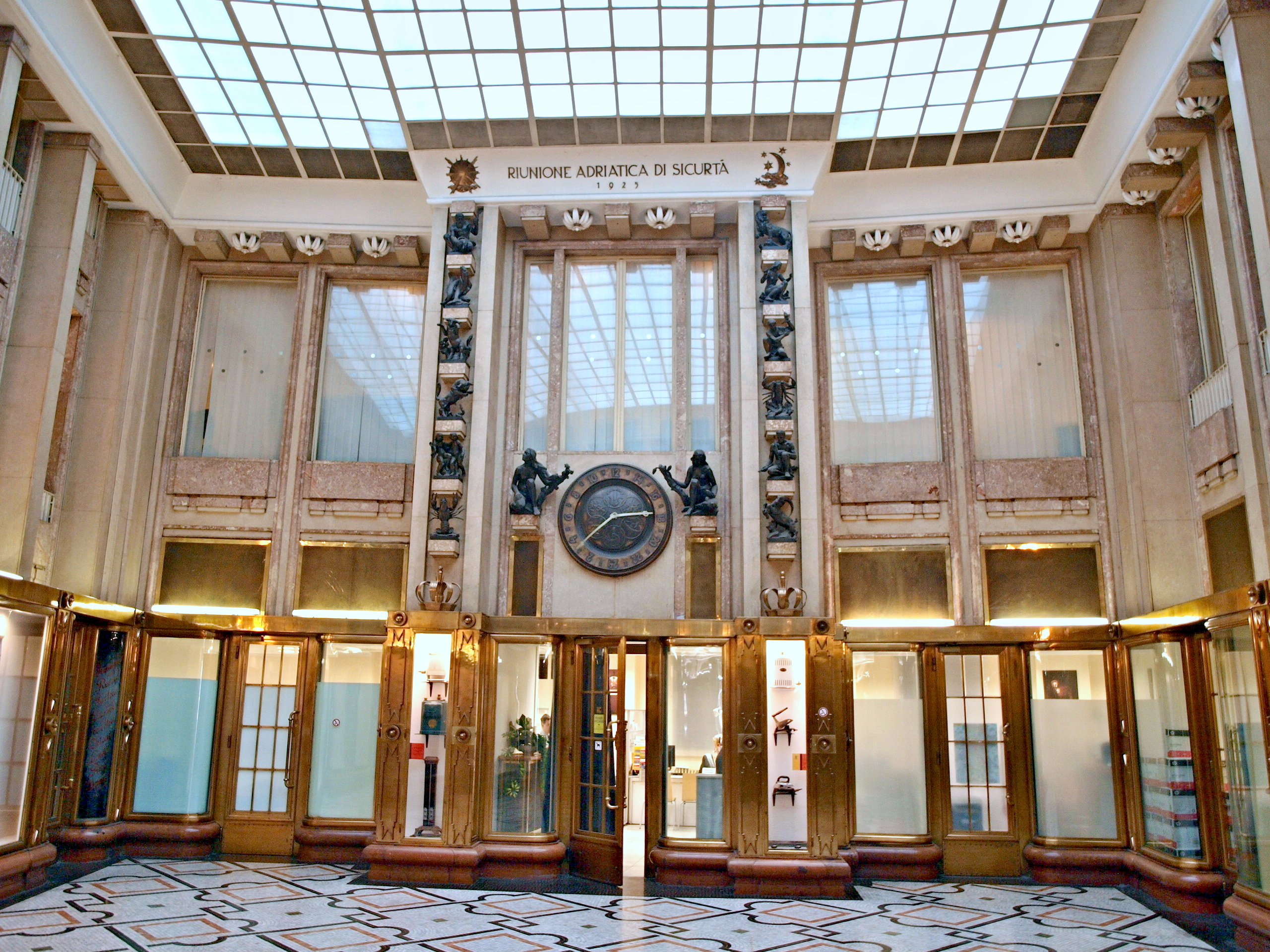
Pražská centrála italské pojišťovny Riunione Adriatica di Sicurtà, jež dala paláci jméno
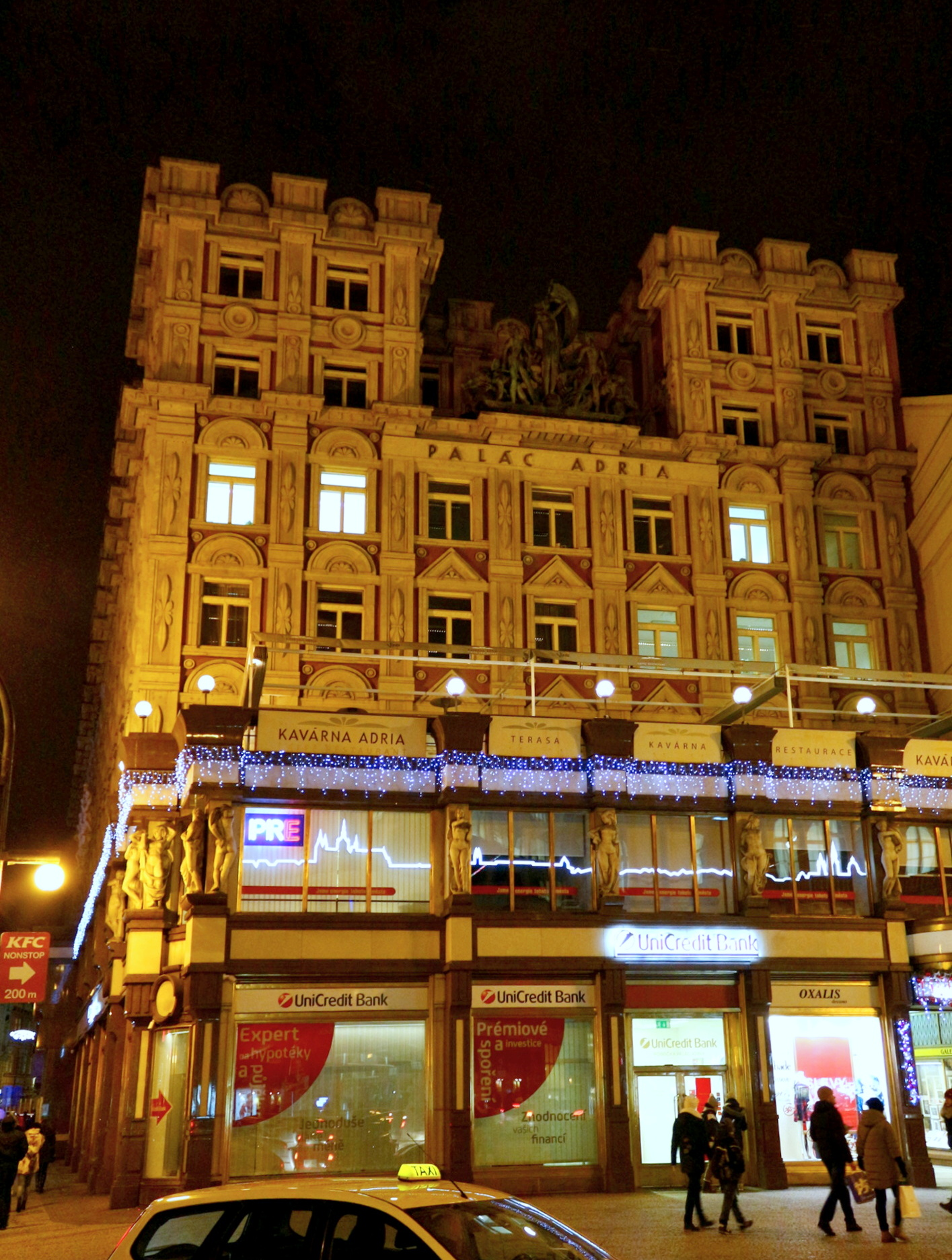
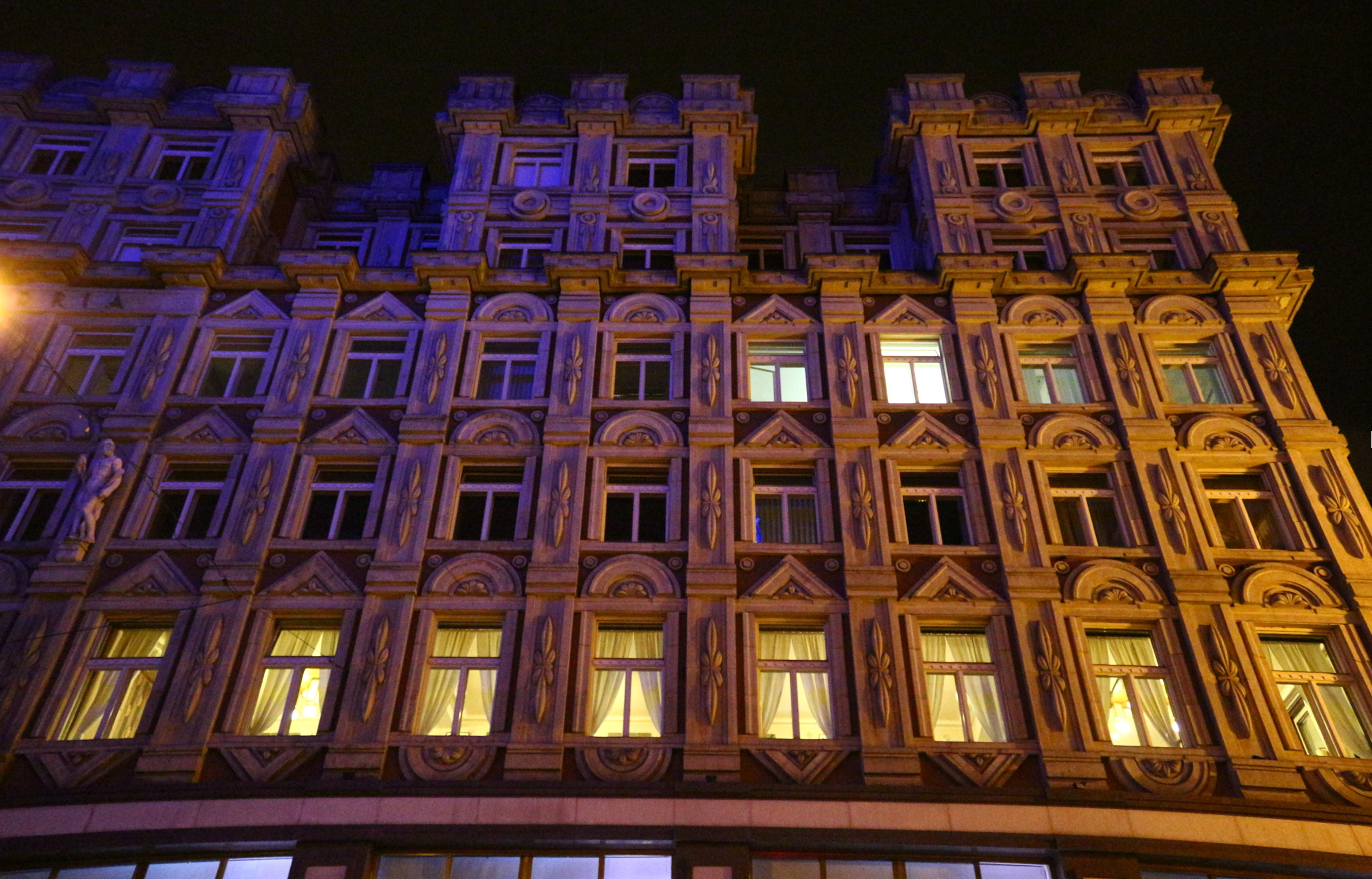
Rondokubistická fasáda v Jungmannově ulici
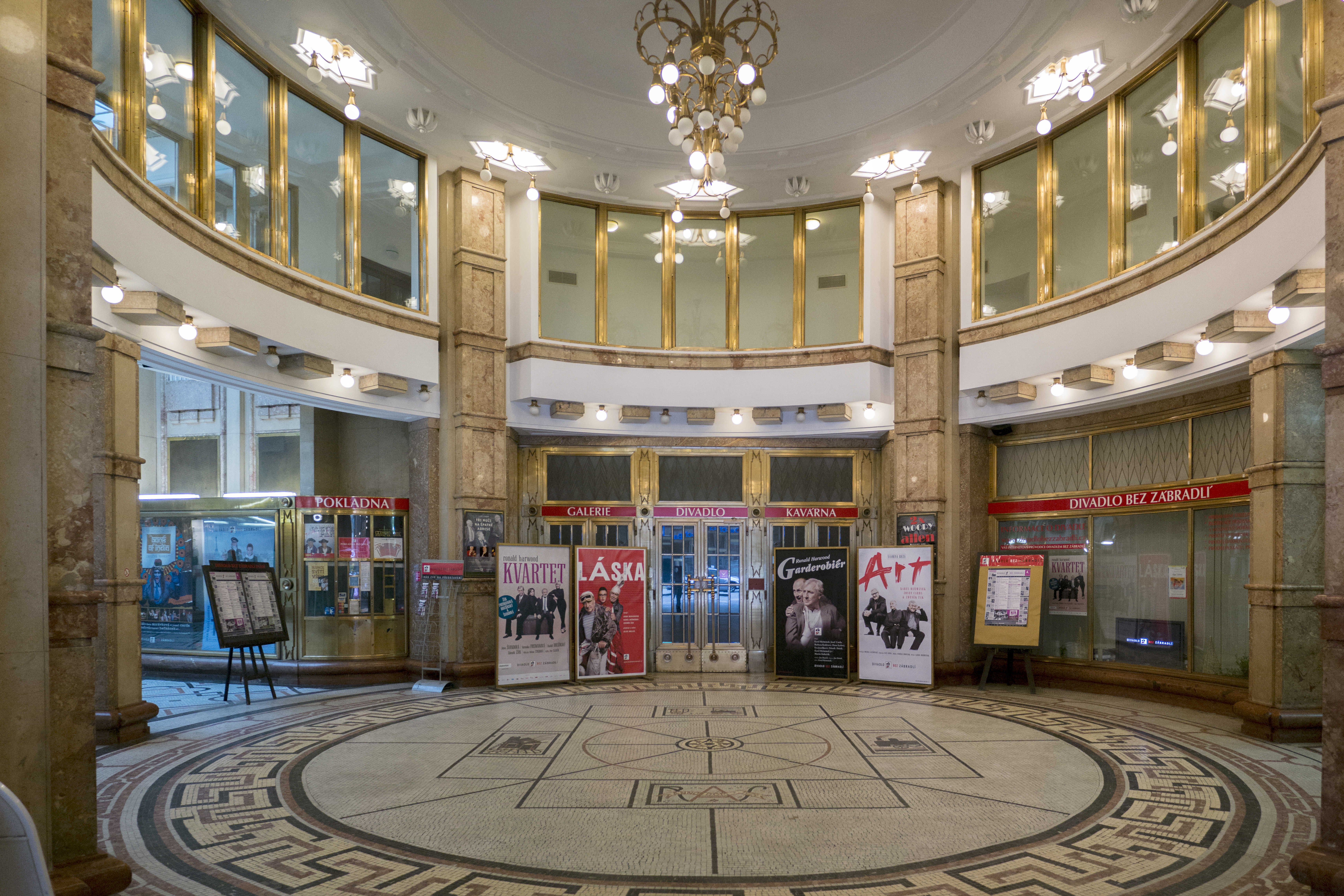
Interiér paláce – veřejná pasáž